# Mereni (gmina w okręgu Konstanca)
Mereni – gmina w Rumunii, w okręgu Konstanca. Obejmuje miejscowości Ciobănița, Mereni, Miriștea i Osmancea. W 2011 roku liczyła 2227 mieszkańców.